# Françoise Combes
Françoise Combes (Montpeller, França, 12 d'agost de 1952) és una astrofisica francesa, titular de la càtedra "Galaxies i cosmologia" del College de France des de 2014 i ha estat astrònoma de l'Observatori de París.(1989-2014).

## Biografia
Va néixer a Montpeller, però per la professió del seu pare, que era militar, la família va viure a Nova Caledònia, Tahití i Algèria.
De 1971 a 1975 va estudiar a l'Escola Normal Superior de Noies (École normale supèrieure de jeunes filles; actualment fusionada amb l'École Normale Supérieure, ENS). El 1975 va obtenir l'Agrégation en Física (títol que habilita per a l'ensenyament secundari superior) i el 1980, el doctorat en astrofísica a la Universitat de París Diderot, amb una tesi sobre "Dinàmica i estructura de les galàxies".
La seva recerca se centra en l'estudi de la formació i l'evolució de les galàxies, en un context cosmològic: la dinàmica de les galàxies, la seva estructura espiral o barrada, i les interaccions entre galàxies, estudiades a través d'observacions amb diferents longituds d'ona i per simulacions numèriques.També ha investigat el medi interestel·lar de les galàxies, en particular el gas molecular que genera noves estrelles, en galàxies properes com Andròmeda on en d'altres molts més allunyades.
Per comprendre la dinàmica i la formació de les galàxies, els detalls sobre la naturalesa i el comportament de la matèria fosca a l'Univers són crítics. Françoise Combes ha contribuït a diversos models de matèria fosca, i també està interessada en les solucions alternatives, com la gravetat modificada. A més s'ha desenvolupat amb Daniel Pfenniger un model per donar compte d'una gran part dels barions foscos, que encara no han estat identificats, sota la forma de gas molecular fred.
Ha estat presidenta de la Societat Francesa d'Astronomia i d'Astrofísica (2002-2004) i del Comitè francès de les Unions Científiques Internacionals (COFUSI, 2009-2015).

## Reconeixements
Françoise Combes ha rebut nombrosos reconeixements, entre els quals el Premi de Física IBM (1986), el Premi Petit d'Ormoy de l'Acadèmia Francesa de les Ciències de (1993), medalla de plata del Centre Nacional de la Recerca Científica, CNRS (2001), el Premi Trycho Brahe de la Societat Astronòmica Europea (2009), el Premi dels Tres Físics que atorga l'ENS, el Premi R.M. Petrie de la Societat Canadenca d'Astronomia (2013), Premi Gothenburg Lisa Meitner (2017), la Medalla d'Or del CNRS (2020).
És membre de l'Acadèmia Francesa de les Ciències des de 2004 i de l'Academia Europaea des de 2009 i membre honorari de la Royal Astronomical Society des de 2013 (un reconeixement a investigadors estrangers destacats en l'àmbit de l'astronomia o la geofísica). El 2006 va ser nomenada cavaller de la Legió d'Honor francesa i el 2015 en va ser ascendida al grau d'Oficial. El 2010 va ser nomenada Oficial de l'Orde nacional de Mèrit i el 2019 en va ser ascendida al grau de Commandeur. Des de 2019 és vicepresidenta de l'Assemnlea de Professors del College de France.